# SN 2010kd
SN 2010kd – supernowa typu II odkryta 14 listopada 2010 roku w galaktyce A120801+4913. W momencie odkrycia miała maksymalną jasność 17,50m.